# Emporte-moi
Emporte-moi é um filme de drama canadense de coprodução francesa e suíça de 1999 dirigido e escrito por Léa Pool, Nancy Huston e Isabelle Raynault. Foi selecionado como representante do Canadá à edição do Oscar 2000, organizada pela Academia de Artes e Ciências Cinematográficas.

## Elenco
- Karine Vanasse - Hanna
- Pascale Bussières - mãe de Hanna
- Miki Manojlovic - pai de Hanna
- Alexandre Mérineau - Paul
- Charlotte Christeler - Laura
- Nancy Huston - professora
- Monique Mercure - avó de Hanna
- Jacques Galipeau - avô de Hanna
- Carl Hennebert-Faulkner - Martin
- Neil Kroetsch
- Michel Albert
- Gary Boudreault
- Marie-Hélène Gagnon
- Suzanne Garceau
- Normand Canac-Marquis